# Salvador Beunza
Salvador Beunza Pejenaute (Pamplona, 1932-Pamplona, 18 de octubre de 2003) fue un profesor y pintor español.

## Biografía
Nace en Pamplona en 1932. Sus padres fueron Rafael Beunza, natural de Pamplona, y Salvadora Pejenaute, natural de Falces. Fue el tercero de cuatro hijos. 
Su padre era secretario de la Dirección de Agricultura de la Diputación Foral de Navarra. 
Su primer contacto con el arte, fue a través de la música. A los tres años comenzó a tocar el violín siguiendo los pasos de su padre que tocaba el violín y cantaba en la Catedral de Pamplona. Estudia en las escuelas municipales de Vázque de Mella y con once años se matricula en la escuela municipal de música, estudiando solfeo y violín.  
Compaginaba la música con las clases de pintura y dibujo, pero a los catorce años por razones económicas, deja la música y se centra en la pintura. A finales de los años 40, estudia en la Escuela de Artes y Oficios de Pamplona. Allí, fue discípulo de Leocadio Muro Urriza, Gerardo Sacristán y Miguel Pérez Torres. Al mismo tiempo, acudía a la academia de pintura de Javier Ciga Echandi, donde conoció a Jesús Lasterra y José Antonio Eslava. 
Iniciados los años 50, al fallecer su padre, tanto su madre como su hermana menor, Mercedes, se trasladan a Colombia durante unos años. Poco más tarde, otro hermano, José seguiría los pasos de su familia yendo también a aquel país. A la vuelta, su madre se instala en el domicilio de Salvador. 
Trabajaba como dependiente en una mercería en Pamplona, pero estaba decidido a dedicarse por completo al mundo del arte y la pintura. En 1954, consigue el ingreso en la Real Academia de Bellas Artes de San Fernando y se traslada a Madrid. Pasó muchas dificultades económicas, hasta que la Diputación Foral de Navarra le concedió una pensión. Su mejor momento profesional lo vivió a finales de los años cincuenta y durante la década de los sesenta. En 1960 ganó el certamen de pintura Bayona-Pamplona y también inauguró su primera exposición individual. 
En 1967 gana por oposición la plaza de profesor titular de la Escuela de Artes y Oficios de Pamplona, donde trabajó durante treinta años hasta su jubilación. 
Su dedicación a la enseñanza, unido a los problemas de salud, depresiones frecuentes, hizo que su trabajo personal disminuyera notablemente. Contrajo matrimonio tardíamente en 1996 con Mª Paz Ruiz de Larramendi. Pasó los últimos años de su vida en Pamplona, donde falleció el 18 de octubre de 2003.
Beunza, nunca dejó de pintar, pero su obra es escasa y muy poco conocida.

## Exposiciones
- 1960, 1-20 de julio. Pamplona. Certamen Pamplona-Bayona en Sala García Castañón de la CAMP (núm. 7 paisaje y núm. 8 Arcedianato).

- 1960, diciembre. Pamplona. Sala Ibáñez. Individual.
- 1965, 16-28 de marzo. Zaragoza. Palacio Provincial, "Pintores navarros de hoy" (núm. 14 tierras, núm. 15 Orcoyen y núm. 16 Cuatro Vientos).

- 1965, 29 de abril-13 de mayo). Tudela, Sala de la CAMP. "Pintores navarros de hoy". Mismas obras que en la muestra anterior.

- 1973, 16-27 de octubre. Pamplona, sala Doncel "23 artistas navarros".
- 1973, 10-20 de diciembre. Pamplona, sala CAN "exposición a beneficio del poblado de Santa Lucía".

- 1975, 31 de mayo - 8 de junio. Pamplona, sala de García Castañón de la CAMP "exposición pro Ikastola San Fermín".

- 1978, 1-16 de julio. Pamplona, pabellones Ciudadela. "Pintores y escultores navarros de hoy".

- 1980, 20 de junio - 5 de julio. Pamplona, galería Parke 15, "Pamplona 1980, sus pintores" (núm. 16 Pamplona I y núm. 17 Pamplona II).

- 1981, 19 de junio - 5 de julio. Pamplona, galería Parke 15. "Pamplona 1981, sus pintores" (núm. 8 Zabalza).

- 1981, 1-26 de julio. Pamplona, pabellones Ciudadela. "Artistas navarros" (núm. 8 tierras de Lizoáin).

- 1981, 23 de octubre - 17 de núm.viembre. Pamplona, sala cultura Galearte "16 pintores".

- 1982, 18 de junio - 5 de julio. Pamplona, galería Parke 15. "Pamplona 1982, sus pintores".

- 1984, 17-30 de núm.viembre. Pamplona, Pabellón de Mixtos de Ciudadela. "Exposición de la asociación de artistas plásticos de Navarra Artea".

- 1987, 2-19 abril. Pamplona, Sala de García Castañón de la CAMP "La Semana Santa en la pintura navarra" (núm. 14, ermita de Santa Fe).

- 1990, 22 núm.viembre - 9 de diciembre. Pamplona, Sala Zapatería del Ayto. de Pamplona. "pintores profesores del Ayuntamiento en Artes y Oficios" (núm. 27 Agorreta, núm. 28 Tierras de Ozcoidi, núm. 29 Olivos y núm. 30 Bodegón de membrillos).

- 1994, 2-20 de núm.viembre. Pamplona, Sala Mikael "10 pintores de la Catedral" (Figuras del sepulcro de los Reyes de Navarra).

- 1997, 20 de marzo - 19 de abril. Pamplona, Pabellón de Mixtos de Ciudadela "Profesores y ex-profesores del claustro de la escuela de Artes y Oficios de Pamplona".

- 2004, 3 de marzo - 3 de abril. Pamplona, sala Carlos Ciriza "El estudio de Salvador Beunza" Individual.